# 游荡隙蛛
游荡隙蛛（学名：Coelotes erraticus）为暗蛛科隙蛛属的动物。分布于日本以及中国大陆的吉林等地。该物种的模式产地在日本。